# Cha Jun-hwan
Cha Jun-hwan (Hangŭl?, 차준환LR; Seul, 21 ottobre 2001) è un pattinatore sudcoreano.
Ha vinto la medaglia d'argento al Campionato del mondo nel 2023, un oro (nel 2022) e un bronzo (nel 2024) al Campionato dei Quattro continenti e la medaglia di bronzo alla Finale del Grand Prix nel 2018. È otto volte campione nazionale sudcoreano, dal 2017 al 2024. Ha rappresentato la Corea del Sud ai giochi olimpici invernali del 2018 e del giochi olimpici invernali del 2022.
In categoria junior ha vinto il bronzo alla finale del Grand Prix juniores di pattinaggio di figura del 2016, ed è due volte campione nazionale, nel 2012 e nel 2013.

## Vita privata
Cha è nato il 21 ottobre 2001 a Seul. Ha lavorato come attore bambino, modello e ballerino. Ha un fratello di quattro anni più grande.

## Carriera
Cha ha cominciato a pattinare a sei anni, allenato da Shin Hea-sook. I suoi idoli erano Evgeni Plushenko e Daisuke Takahashi.

### Primi anni
Cha si è piazzato quarto come giovane pattinatore ai campionati coreani junior del 2011. Nel 2012 ha migliorato questo risultato, ottenendo il primo posto nell'evento. Durante la stagione 2012–13 ha ottenuto la medaglia d'oro come principiante all'Asian Trophy e si è riconfermato campione junior ai campionati sudcoreani. Nel 2014 ha preso parte per la prima volta a quest'evento nella categoria senior, ottenendo il quinto posto in classifica.
Durante la stagione 2014-2015, Cha ha vinto la medaglia d'oro come novizio alla Merano Cup e il bronzo ai campionati sudcoreani. Nel marzo del 2015 ha cominciato ad allenarsi a Toronto con Brian Orser per migliorare i propri salti, tra cui il triplo Axel e i salti quadrupli. A lavorare con Cha per perfezionare i suoi salti vi è anche Ghislain Briand.

### Stagione 2015–16: debutto internazionale junior
Cha ha fatto il suo debutto internazionale nella categoria junior vincendo l'oro a Skate Canada Autumn Classic nel 2015. Pur avendo un'otite, ha gareggiato ai campionati sudcoreani del 2016 ottenendo di nuovo la medaglia di bronzo. In febbraio, ha rappresentato la Corea del Sud alle Olimpiadi Giovanili Invernali del 2016 a Lillehammer, in Norvegia, piazzandosi quarto nel programma corto e quinto nel libero e portando a casa un quinto posto finale. In marzo, Cha ha gareggiato a Debrecen, in Ungheria, ai mondiali junior del 2016. Ha ottenuto il settimo posto nel programma corto, il sesto nel programma libero e ha terminato quindi in settima posizione.

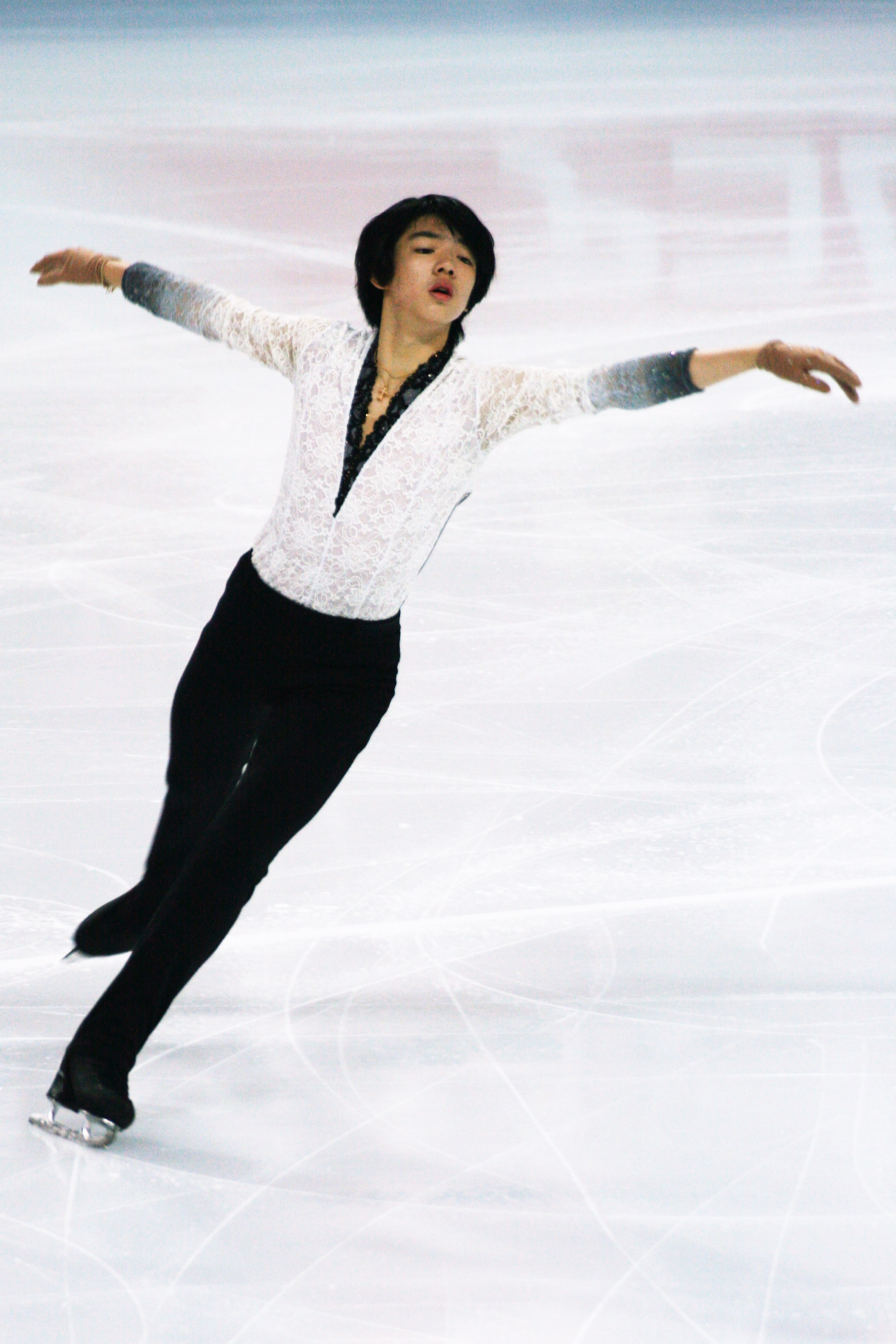
Cha Jun-hwan gareggia alla finale del Grand Prix Juniores del 2016, dove otterrà la medaglia di bronzo.

### Stagione 2016-17: oro ai campionati nazionali
Nel 2016, Cha ha partecipato al Grand Prix Junior in Giappone, la sua prima tappa di Grand Prix della stagione, dove ha vinto l'oro. Dopo essere finito secondo nel programma corto, migliorando il proprio record personale, di 79.34 punto, ha infatti gareggiato come ultimo pattinatore nel libero, piazzandosi primo e migliorando il proprio miglior punteggio personale anche nel libero. La somma dei punteggi non gli ha solo consentito di guadagnarsi la vittoria, ma è stata anche un nuovo record mondiale per la categoria maschile junior, con 239.47 punti totali. Una seconda vittoria al Junior Grand Prix in Germania gli ha permesso di partecipare alla finale del Grand Prix nella categoria junior, dove ha ottenuto la medaglia di bronzo.
Nel gennaio del 2017, poi, Cha ha vinto il suo primo titolo nazionale vincendo i campionati sudcoreani. Ha poi preso parte ai campionati mondiali junior, chiudendo in quinta posizione.

### Stagione 2017-18: debutto internazionale senior
Cha ha preso parte alla sua prima tappa del Grand Prix in categoria senior, Skate Canada International. Non pattinando nella migliore condizione, si è classificato nono alla fine della competizione. Cha ha poi preso parte alla sua prima tappa di Grand Prix in categoria senior, Skate Canada, classificandosi nono. Si è però dovuto ritirare dalla seconda tappa a lui assegnata, Skate America, di nuovo a causa di problemi fisici.

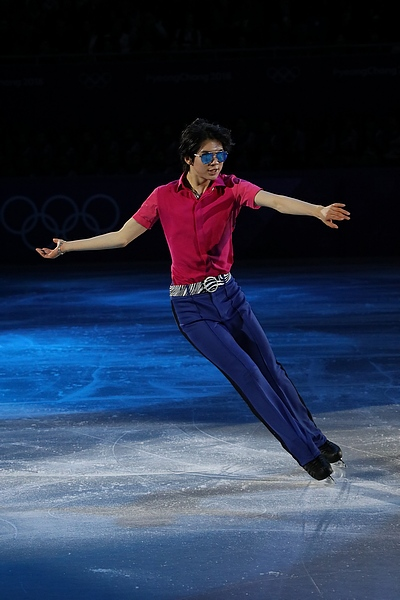
Cha Jun-hwan si esibisce al galà delle Olimpiadi di Pyeongchang 2018.

A gennaio ha preso parte ai campionati nazionali, l'ultimo dei tre eventi che avrebbero permesso di stabilire quale pattinatore avrebbe rappresentato la Corea del Sud alle Olimpiadi di Pyeongchang. La somma dei punteggi degli eventi di qualificazione precedenti ponevano il pattinatore Lee June-hyoung davanti a Cha di 27.54 punti. A questa somma sarebbero poi stati aggiunti i punteggi dei campionati nazionali. Cha ha cominciato la competizione con un programma corto da 84.05 punti, ponendosi in testa davanti al rivale. Per il programma libero, durante il quale ha atterrato un quadruplo Salchow, ha ottenuto 168.60 punti, per un totale di 252.65 punti. Tale punteggio gli è valso non solo per vincere la competizione, ma anche, a sorpresa, per qualificarsi per le Olimpiadi, con un vantaggio di soli 2.13 punti rispetto a Lee June-hyoung. Ha preso parte ai Giochi Olimpici Invernali come il più giovane pattinatore nel singolo maschile, classificandosi quindicesimo e migliorando i propri punteggi personali in tutti e tre i segmenti di gara.

### Stagione 2018-2019: prime medaglie al Grand Prix
Cha ha iniziato la stagione partecipando alla competizione Autumn Classic International, tenutasi a Oakville, nell'Ontario. Si è classificato secondo nel programma corto e primo nel programma libero, migliorando il proprio punteggio personale in entrambi i segmenti di gara. Ha ottenuto un punteggio totale di 259.78 punti che gli è valso la medaglia d'argento, dietro al compagno d'allenamento Yuzuru Hanyu e davanti al pattinatore canadese Roman Sadovsky. Ha poi preso parte al Grand Prix, partecipando a Skate Canada International. Terzo in entrambi i segmenti di gara, ha vinto la medaglia di bronzo con un punteggio totale di 254.77 punti, dietro al pattinatore giapponese Shōma Uno e al canadese Keegan Messing. Questo risultato è stato la prima medaglia di sempre per la Corea del Sud nel circuito del Grand Prix per quanto riguarda il singolo maschile. Come seconda tappa di Grand Prix della stagione ha partecipato al Grand Prix di Helsinki, dove, recuperando dopo la quarta posizione del programma corto, si è classificato di nuovo medaglia di bronzo.

## Record
- Ha segnato un nuovo record nel punteggio complessivo del programma lungo e corto, con 239.47 punti, al Grand Prix ISU Junior del 2016. Il record è stato battuto da Dmitri Aliev alla Finale del Grand Prix 2016-17.
- Con la medaglia vinta a Skate Canada nel 2018, è diventato il primo pattinatore sudcoreano a ottenere una medaglia nel singolo maschile nel circuito del Grand Prix ISU di pattinaggio di figura.

## Programmi
| Stagione  | Programma corto | Programma libero | Esibizione |
| --------- | --- | --- | --- |
| 2018–2019 | - The Prince - Walzer-Koda-attacca - Mitternacht (da Cenerentola di Prokoviev) coreografia di David Wilson                     | Romeo e Giulietta (dalla colonna sonora di Romeo + Juliet di Nellee Hooper, Craig Armstrong, Marius de Vries) coreografia di Shae-Lynn Bourne | There's Nothing Holdin' Me Back di Shawn Mendes |
| 2017–2018 | - Gypsy Dance (Ludwig Minkus) coreografia di David Wilson - What a Wonderful World (OneRepublic) coreografia di David Wilson   | The Planets (Gustav Holst) coreografia di David Wilson                                                                                        | - What a Wonderful World (OneRepublic) coreografia di David Wilson - Peanut Butter Jelly (Galantis) coreografia di Jeffrey Buttle                                                |
| 2016–2017 | A Chorus Line (Marvin Hamlisch) coreografia di David Wilson                                                                    | Il postino (Luis Bacalov) Mi Mancherai (Josh Groban e Joshua Bell) coreografia di David Wilson                                                | Peanut Butter Jelly (Galantis) coreografia di Jeffrey Buttle e One Day I'll Fly Away (Nicole Kidman) coreografia di Cindy Stuart                                                 |
| 2015–2016 | Danza Macabra (Camille Saint-Saëns) coreografia di Cindy Stuart e Por una cabeza (Carlos Gardel) coreografia di Kenji Miyamoto | Il lago dei cigni (Pyotr Ilyich Tchaikovsky) coreografia di Kenji Miyamoto                                                                    | One Day I'll Fly Away (Nicole Kidman) coreografia di Cindy Stuart e The Show Must Go On (Nicole Kidman, Jim Broadbent, Anthony Weigh) coreografia di Cindy Stuart e Joey Russell |
| 2014–2015 | Danza Macabra (Camille Saint-Saëns) coreografia di Cindy Stuart                                                                | Piano Concerto Nr.3 (Sergei Rachmaninoff ) coreografia di Cindy Stuart                                                                        | One Day I'll Fly Away (Nicole Kidman) coreografia di Cindy Stuart |

## Risultati

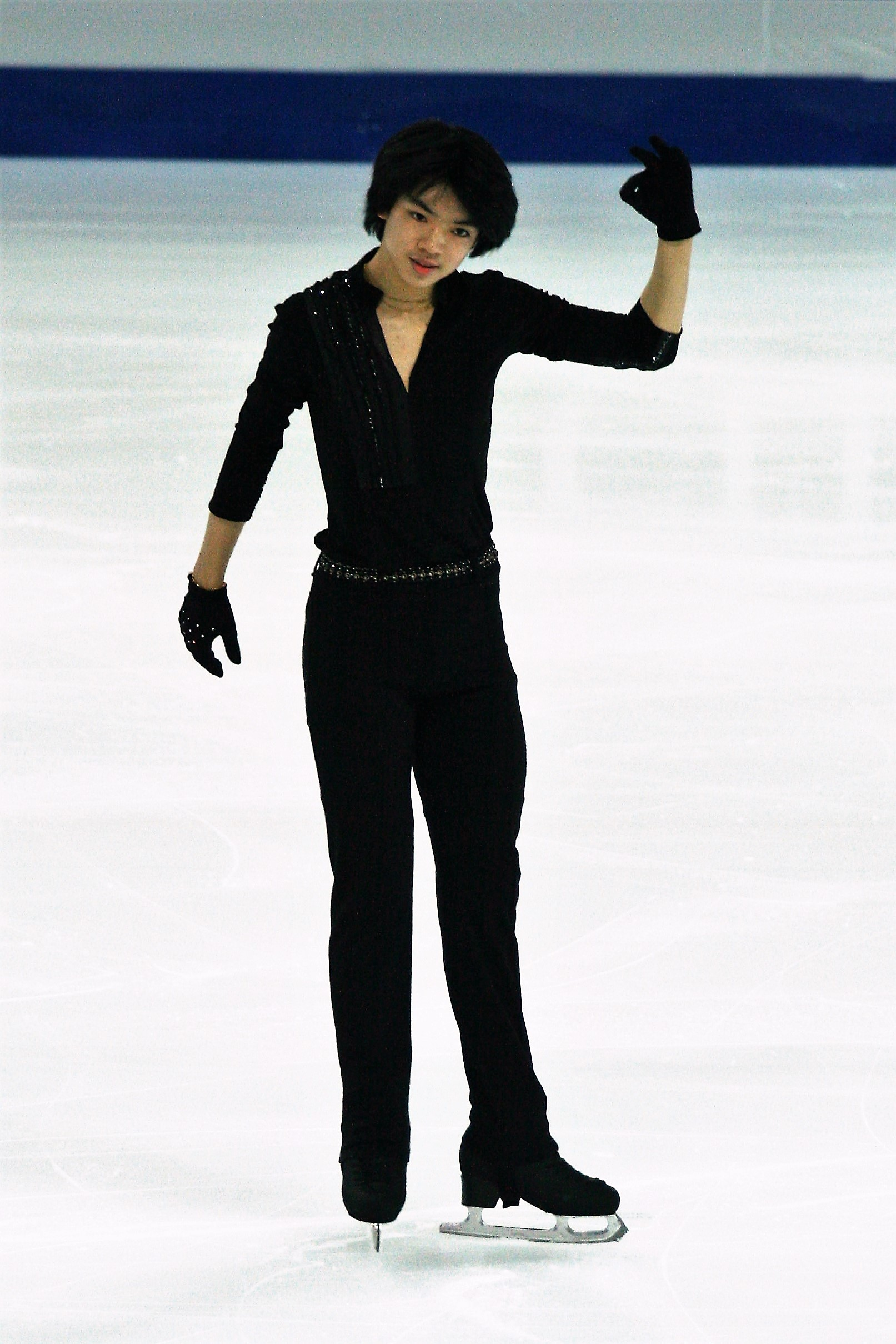
Cha alla finale di Grand Prix Junior del 2016 a Marsiglia

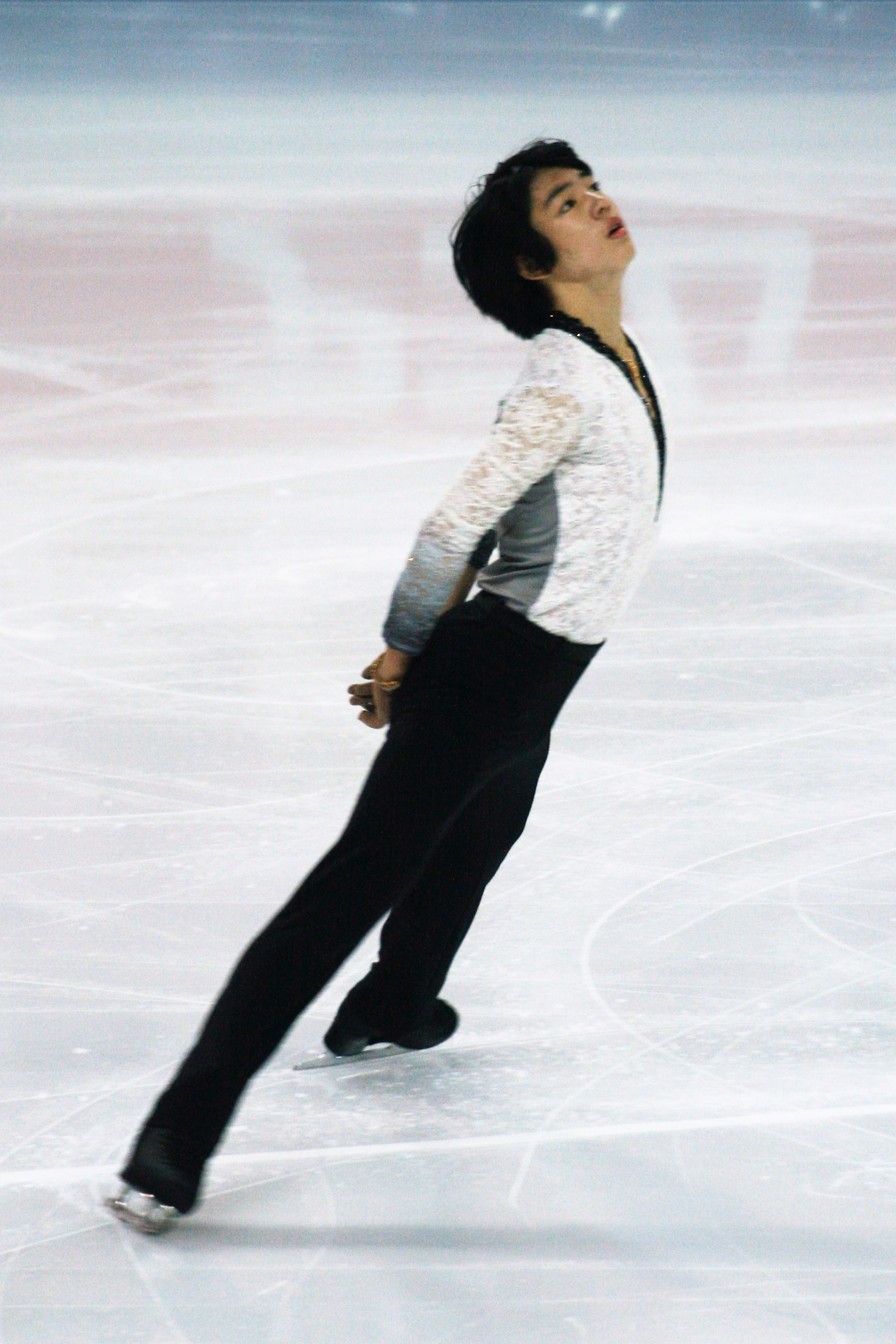
Cha Jun-hwan alla finale del Grand Prix Juniores di pattinaggio di figura del 2016.

| Internazionali: Senior | Internazionali: Senior | Internazionali: Senior | Internazionali: Senior | Internazionali: Senior | Internazionali: Senior | Internazionali: Senior | Internazionali: Senior | Internazionali: Senior | Internazionali: Senior | Internazionali: Senior | Internazionali: Senior | Internazionali: Senior | Internazionali: Senior | Internazionali: Senior | Internazionali: Senior |
| Evento | 2010–11                | 2011–12                | 2012–13                | 2013–14                | 2014–15                | 2015–16                | 2016–17                | 2017-18                | 2018-19                | 2019-20                | 2020-21                | 2021-22                | 2022-23                | 2023-24                | 2024-25                |
| --- | ---------------------- | ---------------------- | ---------------------- | ---------------------- | ---------------------- | ---------------------- | ---------------------- | ---------------------- | ---------------------- | ---------------------- | ---------------------- | ---------------------- | ---------------------- | ---------------------- | ---------------------- |
| Giochi olimpici invernali                                                                                                 |                        |                        |                        |                        |                        |                        |                        | 15º                    |                        |                        |                        | 5°                     |                        |                        |                        |
| Campionati mondiali |                        |                        |                        |                        |                        |                        |                        |                        | 19°                    | C                      | 10°                    | R                      | 2º                     | 10°                    | 7°                     |
| Quattro continenti |                        |                        |                        |                        |                        |                        |                        |                        | 6°                     | 5°                     | C                      | 1º                     | 4°                     | 3º                     | 2º                     |
| GP Finale |                        |                        |                        |                        |                        |                        |                        |                        | 3º                     |                        |                        |                        |                        |                        |                        |
| GP Cup of China |                        |                        |                        |                        |                        |                        |                        |                        |                        | 6°                     |                        | C                      |                        |                        |                        |
| GP della Finlandia |                        |                        |                        |                        |                        |                        |                        |                        | 3º                     |                        |                        |                        |                        | R                      | R                      |
| GP d'Italia |                        |                        |                        |                        |                        |                        |                        |                        |                        |                        |                        | 5°                     |                        |                        |                        |
| GP NHK Trophy |                        |                        |                        |                        |                        |                        |                        |                        |                        |                        |                        | 3º                     | 3º                     |                        |                        |
| GP Skate America |                        |                        |                        |                        |                        |                        |                        | R                      |                        | 8°                     |                        |                        | 3º                     |                        |                        |
| GP Skate Canada |                        |                        |                        |                        |                        |                        |                        | 9º                     | 3º                     |                        | C                      |                        |                        | 9°                     | 3º                     |
| CS Autumn Classic International                                                                                           |                        |                        |                        |                        |                        |                        |                        |                        | 2º                     | 4°                     |                        |                        |                        |                        |                        |
| CS Finlandia Trophy |                        |                        |                        |                        |                        |                        |                        |                        | 2º                     |                        |                        |                        | 1º                     |                        |                        |
| CS Golden Spin |                        |                        |                        |                        |                        |                        |                        |                        |                        |                        |                        | R                      |                        |                        |                        |
| CS Nebelhorn Trophy |                        |                        |                        |                        |                        |                        |                        |                        |                        |                        |                        |                        |                        |                        | 4°                     |
| CS Ondrej Nepela Trophy                                                                                                   |                        |                        |                        |                        |                        |                        |                        |                        |                        |                        |                        |                        | 2º                     | 6°                     |                        |
| Asian Trophy |                        |                        |                        |                        |                        |                        |                        |                        |                        |                        |                        | 6°                     |                        |                        |                        |
| Asian Winter Games |                        |                        |                        |                        |                        |                        |                        |                        |                        |                        |                        |                        |                        |                        | 1º                     |
| Shangai Trophy |                        |                        |                        |                        |                        |                        |                        |                        |                        | R                      |                        |                        |                        | 2º                     | 1º                     |
| Universiadi |                        |                        |                        |                        |                        |                        |                        |                        |                        |                        |                        |                        |                        |                        | 3º                     |
| Internazionali: Junior e Novice                                                                                           |                        |                        |                        |                        |                        |                        |                        |                        |                        |                        |                        |                        |                        |                        |                        |
| Evento | 2010–11                | 2011–12                | 2012–13                | 2013–14                | 2014–15                | 2015–16                | 2016–17                | 2017-18                | 2018-19                | 2019-20                | 2020-21                | 2021-22                | 2022-23                | 2023-24                | 2024-25                |
| Mondiali Junior |                        |                        |                        |                        |                        | 7º                     | 5º                     | R                      |                        |                        |                        |                        |                        |                        |                        |
| Olimpiadi Giovanili |                        |                        |                        |                        |                        | 5º                     |                        |                        |                        |                        |                        |                        |                        |                        |                        |
| JGP Finale |                        |                        |                        |                        |                        |                        | 3º                     |                        |                        |                        |                        |                        |                        |                        |                        |
| JGP Germania |                        |                        |                        |                        |                        |                        | 1º                     |                        |                        |                        |                        |                        |                        |                        |                        |
| JGP Giappone |                        |                        |                        |                        |                        |                        | 1º                     |                        |                        |                        |                        |                        |                        |                        |                        |
| Autumn Classic |                        |                        |                        |                        |                        | 1º J                   |                        |                        |                        |                        |                        |                        |                        |                        |                        |
| Asian Trophy |                        |                        | 1º N                   |                        |                        |                        |                        |                        |                        |                        |                        |                        |                        |                        |                        |
| Merano Cup |                        |                        |                        |                        | 1º N                   |                        |                        |                        |                        |                        |                        |                        |                        |                        |                        |
| Nazionali |                        |                        |                        |                        |                        |                        |                        |                        |                        |                        |                        |                        |                        |                        |                        |
| Campionati Sudcoreani | 4º J                   | 1º J                   | 1º J                   | 5º                     | 3º                     | 3º                     | 1º                     | 1º                     | 1º                     | 1º                     | 1º                     | 1º                     | 1º                     | 1º                     | 1º                     |
| Eventi a squadre |                        |                        |                        |                        |                        |                        |                        |                        |                        |                        |                        |                        |                        |                        |                        |
| Giochi olimpici invernali                                                                                                 |                        |                        |                        |                        |                        |                        |                        | 9º S 6º P              |                        |                        |                        |                        |                        |                        |                        |
| World Team Trophy |                        |                        |                        |                        |                        |                        |                        |                        |                        |                        |                        |                        | 2º S 1º P              |                        |                        |
| Olimpiadi Giovanili |                        |                        |                        |                        |                        | 6º S 3º P              |                        |                        |                        |                        |                        |                        |                        |                        |                        |
| Livelli: N = Novice; J = Junior S = Risultato della squadra; P = risultato personale; R = ritirato; C = evento cancellato |                        |                        |                        |                        |                        |                        |                        |                        |                        |                        |                        |                        |                        |                        |                        |

## Risultati in dettaglio

### Categoria senior
| Stagione 2018-19     | Stagione 2018-19                       | Stagione 2018-19 | Stagione 2018-19 | Stagione 2018-19 |
| Date                 | Evento                                 | PC               | PL               | Totale           |
| -------------------- | -------------------------------------- | ---------------- | ---------------- | ---------------- |
| 2-4 novembre 2018    | Grand Prix Helsinki 2018               | 4 82.82          | 3 160.37         | 3 243.19         |
| 26-28 ottobre 2018   | Skate Canada International 2018        | 3 88.86          | 3 165.91         | 3 254.77         |
| 4-7 ottobre 2018     | Finlandia Trophy 2018                  | 2 84.67          | 2 154.52         | 2 239.19         |
| 20-22 settembre 2018 | Autumn Classic International 2018      | 2 90.56          | 1 169.22         | 2 259.78         |
| Stagione 2017-18     |                                        |                  |                  |                  |
| Date                 | Evento                                 | PC               | PL               | Totale           |
| 14-23 febbraio 2018  | Olimpiadi invernali (singolo maschile) | 15 83.43         | 14 165.16        | 15 248.59        |
| 9-12 febbraio 2018   | Olimpiadi Invernali - gara a squadre   | 6 77.70          | –                | -                |
| 5-7 gennaio 2018     | Campionati sudcoreani 2017-18          | 1 84.05          | 1 168.60         | 1 252.65         |
| 3-5 novembre 2017    | Skate Canada 2017                      | 11 68.46         | 8 141.86         | 9 210.32         |

### Categoria junior
| stagione 2016-17    | stagione 2016-17                          | stagione 2016-17 | stagione 2016-17 | stagione 2016-17 | stagione 2016-17 |
| Data                | Evento                                    | Livello          | PC               | PL               | Totale           |
| ------------------- | ----------------------------------------- | ---------------- | ---------------- | ---------------- | ---------------- |
| 15-19 marzo 2017    | Campionati Mondiali 2017                  | Junior           | 2 81.83          | 6 160.11         | 5 242.45         |
| 6–8 gennaio 2017    | Campionati sudcoreani 2017                | Senior           | 1 81.83          | 1 157.24         | 1 238.07         |
| 8–11 dicembre 2016  | Finale Grand Prix 2016-17                 | Junior           | 4 71.84          | 3 153.70         | 3 225.55         |
| 5–9 ottobre 2016    | 2016 JGP Germania                         | Junior           | 1 76.82          | 1 143.72         | 1 220.54         |
| 8–11 settembre 2016 | 2016 JGP Giappone                         | Junior           | 2 79.34          | 1 160.13         | 1 239.47         |
| Stagione 2015-16    |                                           |                  |                  |                  |                  |
| Data                | Evento                                    | Livello          | PC               | PL               | Totale           |
| 14–20 marzo 2016    | Campionati Mondiali 2016                  | Junior           | 7 74.38          | 6 132.73         | 7 207.11         |
| 12–21 febbraio 2016 | Olimpiadi Giovanili 2016 - gara di gruppo | Junior           | - -              | 3 139.97         | 6                |
| 12–21 febbraio 2016 | Olimpiadi Giovanili 2016                  | Junior           | 4 68.76          | 5 130.14         | 5 198.90         |
| 8–10 gennaio 2016   | Campionati sudcoreani 2016                | Senior           | 4 58.60          | 3 131.38         | 3 189.98         |
| 12–15 ottobre 2015  | 2015 Skate Canada Autumn Classic          | Junior           | 1 65.48          | 1 132.96         | 1 198.44         |
| stagione 2014-15    |                                           |                  |                  |                  |                  |
| Data                | Evento                                    | Livello          | PC               | PL               | Totale           |
| 5–9 gennaio 2015    | Campionati sudcoreani 2015                | Senior           | 4 58.28          | 3 122.85         | 3 181.13         |
| 14–16 novembre 2014 | 2014 Merano Cup                           | Novice           | 1 46.16          | 1 88.68          | 1 134.84         |
| stagione 2013-14    |                                           |                  |                  |                  |                  |
| Data                | Evento                                    | Livello          | PC               | PL               | Totale           |
| 12–16 gennaio 2011  | Campionati sudcoreani 2014                | Senior           | 5 60.44          | 3 123.94         | 4 184.38         |

- Migliori punteggi personali evidenziati in grassetto
- PC = Programma corto, PL = Programma libero